# Gomphotherium
Gomphotherium är ett utslocknat släkte av elefantdjur som utvecklats i tidig Miocen av Nordamerika och levde för cirka 12 400 000 år sedan.
Släktet emigrerade till Asien, Europa och Afrika efter att havsytan sänkts.